# Dichelyne elongatus
Dichelyne elongatus is een rondwormensoort uit de familie van de Cucullanidae. De wetenschappelijke naam van de soort is voor het eerst geldig gepubliceerd in 1931 door Tornquist.